# PFK Neftchi (féminines)
Maillots
La section féminine du Neftchi Pachakar Futbol Klubu Bakou (en azéri : Neftçi Peşəkar Futbol Klub), plus couramment abrégé en Neftchi PFK, est un club azerbaïdjanais féminin de football basé à Bakou.

## Histoire
En 2022-2023, le Neftchi termine deuxième du championnat azéri derrière Sumqayit. Le club prend sa revanche la saison suivante et décroche le premier titre de son histoire. Le Neftchi participe à la Ligue des champions 2024-2025, marquant le retour des clubs azéris dans la compétition après plus de quinze ans d'absence.

## Palmarès
Championnat d'Azerbaïdjan (2) :
- Champion en 2023-2024 et 2024-2025.